# Violência política na Alemanha (1918-1933)
A Alemanha assistiu a uma violência política significativa desde a queda do Império e a ascensão da República através da Revolução Alemã de 1918-1919, até à ascensão do Partido Nazista ao poder com as eleições de 1933 e a proclamação da Lei de Concessão de 1933 que quebrou totalmente derrubar toda a oposição. A violência foi caracterizada por assassinatos e confrontos entre grupos de direita como os Freikorps (às vezes em conluio com o Estado), e organizações de esquerda como o Partido Comunista da Alemanha. 

## Incidentes de agitação violenta na República de Weimar
- Revolução Alemã de 1918-1919 (1918-1919)
  - Motim de Kiel (1918)
  - Escaramuça do Palácio de Berlim (1918)
  - Levante Espartaquista (1919)
  - Batalhas de Marcha em Berlim (1919)
- Banho de Sangue do Reichstag (1920)
- Golpe de Kapp-Lüttwitz (1920)
- Revolta do Ruhr (1920)
- Ação de Março (1921)
- Greves de Cuno (1923)
- Putsch de Küstrin (1923)
- Revolta de Hamburgo (1923)
- Putsch da Cervejaria (1923)
- Blutmai (1929)
- Domingo Sangrento de Altona (1932)
- Golpe de estado na Prússia (1932)
- Incêndio do Reichstag (1933)

## Estados revolucionários
- República Soviética da Baviera
- República Soviética de Bremen
- República Soviética de Würzburg